# 遠東多線魚
遠東多線魚（學名：Pleurogrammus azonus），又稱花魚、真花魚，日本稱之為𩸽（マホッケ），為輻鰭魚綱鮋形目六線魚亞目六線魚科的其中一種，為溫帶海水魚，分布於西北太平洋鄂霍次克海、日本至黃海海域，棲息深度0-240公尺，體長可達62公分，稚魚成群在表面水層，成魚為底棲性，為高經濟價值食用魚，適合各種烹飪方式。